# 阿普苏斯谷
阿普苏斯谷（Apsus Vallis）是火星刻布壬尼亚区中的一条通道，其中心坐标位于北纬35.1度、西经225，全长120公里，以古代马其顿的一条河流，即今天塞曼河的古典名称所命名。